# Lijst van rijksmonumenten in Jaarsveld
De plaats Jaarsveld telt 18 inschrijvingen in het rijksmonumentenregister. Hieronder een overzicht.
| Object                                                                          | Oorspronkelijke functie?  | Bouwjaar                         | Architect | Locatie                    | Coördinaten?                  | Nr.?   | Afbeelding                                                                      |
| ------------------------------------------------------------------------------- | ------------------------- | -------------------------------- | --------- | -------------------------- | ----------------------------- | ------ | ------------------------------------------------------------------------------- |
| Hervormde kerk                                                                  | Kerk en kerkonderdeel     | laatste kwart 15e eeuw           |           | Kerkstraat 5               | 51° 58' 10" NB, 4° 58' 40" OL | 26261  | Meer afbeeldingen                                                               |
| Boerderij 'Zorgwijk', gelegen aan de weg naar Schoonhoven                       | Boerderij                 | 17e/18e eeuw                     |           | Lekdijk Oost 5             | 51° 57' 51" NB, 4° 58' 9" OL  | 26262  | Meer afbeeldingen                                                               |
| Terrein waarin overblijfselen van het Kasteel Jaarsveld                         | Archeologisch monument    | 14e eeuw                         |           |                            | 51° 58' 14" NB, 4° 58' 42" OL | 45755  | Meer afbeeldingen                                                               |
| Huis te Jaarsveld                                                               | Kasteel, buitenplaats     | 18e/19e eeuw                     |           | S L van Alterenlaan 27     | 51° 58' 16" NB, 4° 58' 37" OL | 511207 | Huis te Jaarsveld                                                               |
| Historische tuin- en parkaanleg behorende tot de buitenplaats Huis te Jaarsveld | Tuin, park en plantsoen   | middeleeuwen (grachtenstructuur) |           | S L van Alterenlaan bij 27 | 51° 58' 15" NB, 4° 58' 41" OL | 511208 | Historische tuin- en parkaanleg behorende tot de buitenplaats Huis te Jaarsveld |
| Koetshuis                                                                       | Bijgebouwen kastelen enz. |                                  |           | S L van Alterenlaan bij 27 | 51° 58' 17" NB, 4° 58' 37" OL | 511209 | Koetshuis                                                                       |
| Dam met toegangshek                                                             | Tuin, park en plantsoen   |                                  |           | S L van Alterenlaan bij 27 | 51° 58' 18" NB, 4° 58' 37" OL | 511210 | Dam met toegangshek                                                             |
| Hek met ijzeren spijlen                                                         | Tuin, park en plantsoen   | 18e eeuw                         |           | S L van Alterenlaan bij 27 | 51° 58' 14" NB, 4° 58' 38" OL | 511211 | Hek met ijzeren spijlen                                                         |
| Jagershuis met stal                                                             | Bijgebouwen kastelen enz. |                                  |           | S L van Alterenlaan 28     | 51° 58' 13" NB, 4° 58' 41" OL | 511212 | Meer afbeeldingen                                                               |
| Bakstenen boogbrug                                                              | Tuin, park en plantsoen   | 18e eeuw                         |           | S L van Alterenlaan bij 28 | 51° 58' 13" NB, 4° 58' 40" OL | 511213 | Bakstenen boogbrug                                                              |
| Polderhuis                                                                      | Bestuursgebouw en onderdl | 1903-1904                        |           | Lekdijk Oost 12            | 51° 58' 10" NB, 4° 58' 43" OL | 512122 | Meer afbeeldingen                                                               |
| Dijkmagazijn                                                                    | Opslag                    | 1896                             |           | Lekdijk Oost bij 12        | 51° 58' 10" NB, 4° 58' 43" OL | 512123 | Dijkmagazijn                                                                    |
| August's Hoeve                                                                  | Boerderij                 | 1903-1904                        |           | Lekdijk Oost 4             | 51° 57' 50" NB, 4° 57' 59" OL | 512126 | August's Hoeve                                                                  |
| Aleida Hoeve                                                                    | Boerderij                 | 1895                             |           | Lekdijk West 26            | 51° 57' 16" NB, 4° 55' 28" OL | 512127 | Meer afbeeldingen                                                               |
| Dijkbewakingspaal nummer 4                                                      | Grensafbakening           | 1850-1875                        |           | Lekdijk Oost bij 12        | 51° 58' 7" NB, 4° 58' 40" OL  | 512130 | Dijkbewakingspaal nummer 4                                                      |
| Dijkbewakingspaal nummer 5                                                      | Grensafbakening           | 1850-1875                        |           | Lekdijk West bij 2         | 51° 57' 54" NB, 4° 57' 7" OL  | 512131 | Dijkbewakingspaal nummer 5                                                      |
| Peilschaalhuisje                                                                | Waterweg, werf en haven   | 1896                             |           | Lekdijk Oost bij 12        | 51° 58' 9" NB, 4° 58' 45" OL  | 512141 | Peilschaalhuisje                                                                |
| Dijkbewakingspaal nummer 6                                                      | Grensafbakening           | 1850-1875                        |           | Lekdijk West bij 14        | 51° 57' 45" NB, 4° 55' 55" OL | 512143 | Dijkbewakingspaal nummer 6                                                      |